# Arpophyllum laxiflorum
Arpophyllum laxiflorum là một loài thực vật có hoa trong họ Lan. Loài này được Pfitzer mô tả khoa học đầu tiên năm 1898.